# اندیس کرومیت غرب چاه بریش
کرومیت غرب چاه بریش یک اندیس فلزی است که در حوالی شهر رندان استان سیستان و بلوچستان قرار دارد و مادهٔ معدنی موجود در آن، کرومیت است.سنگ میزبان این اندیس پریدوتیت تکتونیزه و آلتره است و دیرینگی آن به دوران کرتاسه بالایی می‌رسد.